# Euphorbia aleppica
Euphorbia aleppica es una especie fanerógama perteneciente a la familia Euphorbiaceae. Es originaria del Mediterráneo a Transcaucasia.

## Taxonomía
Euphorbia aleppica fue descrita por Carlos Linneo y publicado en Species Plantarum 458. 1753.
Etimología
Euphorbia: nombre genérico que deriva del médico griego del rey Juba II de Mauritania (52 a 50 a. C. - 23), Euphorbus, en su honor – o en alusión a su gran vientre –  ya que usaba médicamente Euphorbia resinifera. En 1753 Carlos Linneo asignó el nombre a todo el género.
aleppica: epíteto geográfico que alude a su localización en Alepo.
Sinonimia
- Esula aleppica (L.) Fourr.
- Esula juncoides Haw.
- Euphorbia condensata Fisch. ex M.Bieb.
- Euphorbia juncea Aiton
- Euphorbia juncoides (Haw.) Sweet
- Euphorbia pinifolia Willd.
- Galarhoeus aleppicus (L.) Haw.
- Galarhoeus junceus (Aiton) Haw.
- Tithymalus aleppicus (L.) Klotzsch & Garcke
- Tithymalus connata Raf.[3][4]